# Élie Chamard

Élie Chamard, né à Cholet (Maine-et-Loire) le 4 janvier 1891 et mort dans cette même ville le 6 mai 1971, est un homme de lettres, historien et industriel français.

## Biographie

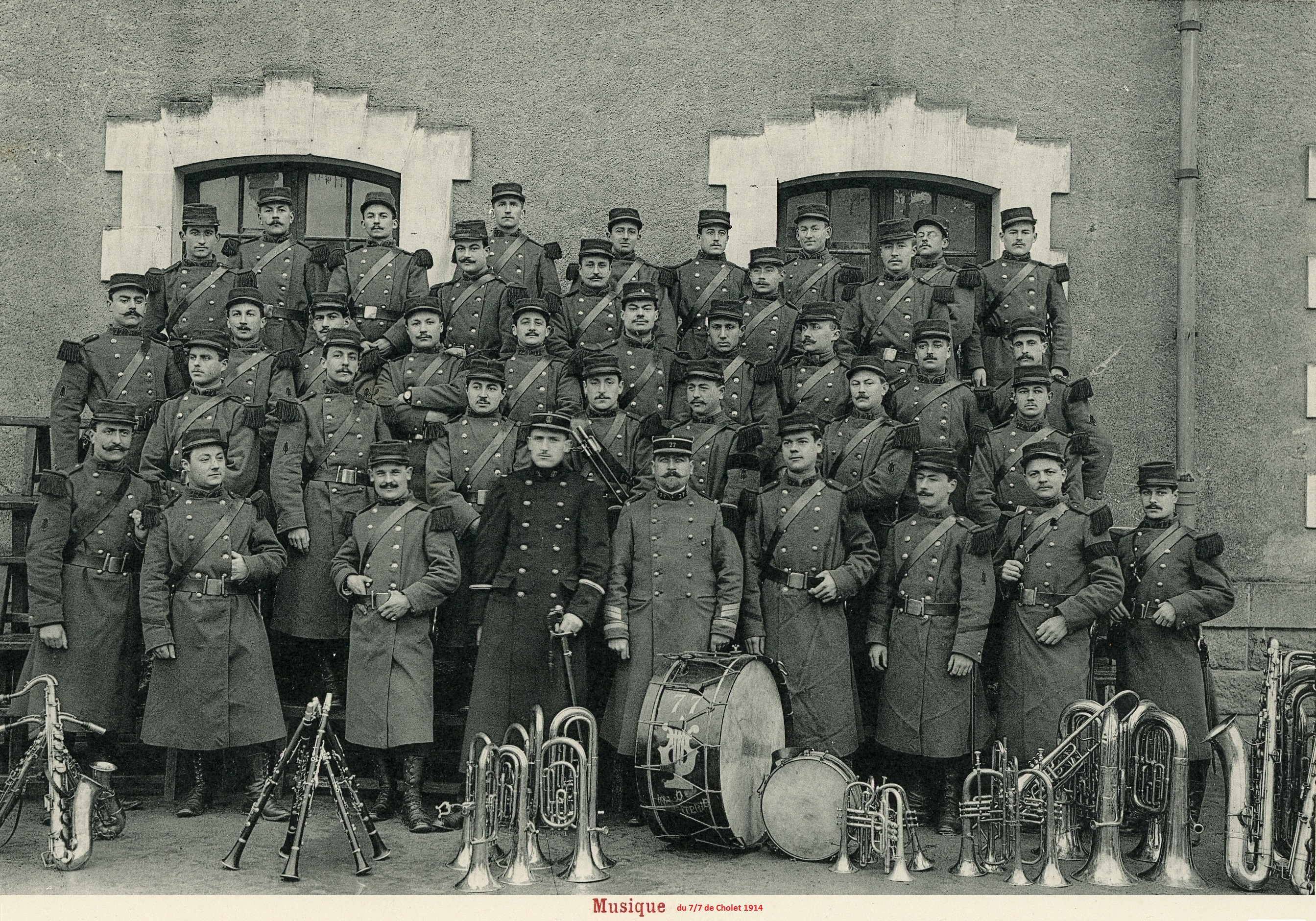
Cholet 1914: musique du 77e régiment d'infanterie.

Élie Jean-Baptiste Louis Chamard, né le 4 janvier 1891 à Cholet, est le fils de Constant Louis Chamard et de Johanna Loiret.
Il se marie avec Madeleine Marguerite Marie Furgé (1895-1985) le 13 février 1920 à Châtellerault (Vienne).
Industriel et homme de lettres, il participe durant presque cinquante ans aux activités de la Société des sciences, lettres et arts de Cholet et de sa région dont il est aussi le secrétaire. On le surnomme également l'historien de Cholet car il a écrit de nombreux articles et huit ouvrages. Il a collaboré à plusieurs publications : la Revue des Deux Mondes, Miroir de l'histoire, la revue Ecclesia , la Revue du Bas-Poitou et celle du Souvenir vendéen.
Élie Chamard est incorporé, soldat de 2e classe, au 77e régiment d’infanterie à compter du 8 octobre 1912 et nommé musicien-brancardier le 11 février 1913. Il est présent au corps lors de la mobilisation. Le 5 août 1914, il est dirigé vers le front. Pendant la Première Guerre mondiale, il participe, entre autres comme brancardier, à la bataille de Mondement et ses premiers écrits sur cette période apparaissent alors d'une portée historique nationale.
Une caricature en pied dessinée par Maurice Siaudeau est publiée dans l'Intérêt public de l'arrondissement de Cholet entre 1935 et 1940.
Il meurt le 6 mai 1971 à Cholet.

## Publications
Parmi une quarantaine d'articles qu'il a écrit pour le bulletin de la Société des sciences, lettres et arts de Cholet (SLA), on peut citer : 
- Une page glorieuse du 77ème d'infanterie : La bataille de Mondement (1924, pages 86 à 103) ;
- Le 77e à Zonnebeke - octobre-novembre 1914 (1926, pages 107 à 148) ;
- La prise du bois de Sénécat par le 77e d'infanterie (1927-28, pages 148 à 171) ;
- Deux pages de guerre  (1929-30, pages 92 à 98) ;
- Un poète choletais : Eugène Hublet (1931, pages 81 à 105) ;
- Le Cardinal Luçon - curé de Notre-Dame de Cholet - octobre 1883 à février 1888 (1932 pages 71 à 110) ;
- Héroïque combat défensif du 77e d'infanterie à Belloy et à Lataule - 9 juin 1918 (1933, pages 261 à 298) ;
- Le combat de Mondement (1934, pages 203 à 255) ;
- Bataille de Verdun, le 77ème à la cote 304 - 28 avril - 10 mai 1986 (1936, pages 173 à 208) :
- En marge du chemin des Dames : La prise des bastions de Chevreux par le 77ème - 22 mai 1917 (1937, pages 217 à 246) ;
- En 1789 - Taxe des députés de l'assemblée préliminaire du Tiers-Etat (1938, pages 207 à 217) ;
- Une œuvre de charité choletaise : Nazareth (1939, pages 130 à 154) ;
- Quelques notes sur le comité des écoles de Cholet et sur l'école Notre-Dame, dite du Bretonnais (1940, pages 169 à 185) ;
- Il y a cent ans (1941, pages 81 à 89) ;
- Un centenaire : quelques notes sur l'école Saint-Joseph dite "La Maison Jaune" 1843-1943 (1943-44, pages 87 à 110) ;
- Un industriel choletais sous la révolution : Louis Toussaint Richard, d'après sa correspondance 1824-1834 (1948-49, pages 59 à 77) ;
- Le général Mangin, ancien du 77e d'infanterie (1950, pages 109 à 126) ;
- Cholet et ses lanternes à huile 1830-1860 (1951, pages 73 à 93) ;
- Souvenirs de Cholet par Monsieur Charles Arnault (1952, page 177) ;
- Les origines du 77ème régiment d'infanterie (1953, pages 63 à 75) ;
- Les casernes à Cholet 1780-1923 (1954, pages 97 à 110) ;
- Frédéric Lemot - Baron de Clisson, sculpteur, selon sa correspondance inédite avec son régisseur 1805-1827 (1955-56, pages 87 à 124) ;
- Les premiers conseils municipaux et maires de Cholet 1790-1830 - Construction de l'Hôtel de Ville 1824-1828 (1957, pages 63 à 81) ;
- L'église Notre-Dame de Cholet (1958-59, pages 27 à 71) ;
- Roland Garros et l'Aéro-Club Choletais (1960, pages 23 à 32) ;
- Les origines de la Chambre de Commerce de Cholet (1962, pages 23 à 40) ;
- Jean Dupas et le "Remembertisme" (1962, page 119) ;
- Montfaucon-sur-Moine, Centre du Monde - La jarrie et Alexandre Dumas Père (1963, pages 69 à 79) ;
- Le révérendissime Père Dom Gabriel Sortais (1964, pages 21 à 37) ;
- Joseph Milliasseau, capitaine au long cours (1965, pages 27 à 37) ;
- Les drapeaux du 77e d'infanterie (1966, pages 67 à 70) ;
- Le chemin de fer à Cholet 24 septembre 1866 (1966, pages 137 à 141) ;
- Carnet de route d'un brancardier du 77e d'infanterie aux gaz asphyxiants de l'Yser 25 avril - 4 mai 1915 (1967, pages 102 à 106) ;
- Louis Monnier 1771-1851 (1970-71, pages 115-137).

Parmi les ouvrages consacrés à Cholet on peut citer :
- Roland Garros et l'aéro-club choletais, Cholet, imprimerie Farré et fils, sans date (Arch. munic. Cholet - dossier des tirés-à-part de la SLA) ;
- L’école Saint-Joseph, la vieille école choletaise, Cholet, à compte d’auteur, imprimerie Farré et Freulon, 1946, 32 p., Dépôt légal : II-1946 n° 50 ;
- Histoire de l'institution Sainte-Marie de Cholet, Cholet, Imprimerie Nouvelle, 1950 (Archives municipales de Cholet - Bib 24) ;
- Les premiers conseils municipaux et maires de Cholet (1790 - 1830) ; Construction de l'hôtel de ville (1824 - 1828), 1958 (Archives municipales de Cholet - dossier des tirés-à-part de la SLA) ;
- La Maison Richard frères : histoire d'une industrie textile à Cholet, Cholet, imprimerie Vétélé, 1959 (Archives municipales de Cholet - Bib 51) ;
- L’Église de Notre-Dame de Cholet et ses curés, Cholet, imprimerie Farré et fils, 1960 (Archives municipales de Cholet - dossier des tirés-à-part de la SLA) ;
- Vingt siècles d'histoire de Cholet, Cholet, Farré et Freulon, 1970, 355 p. (ASIN B0014L9ONI) réédité en 1981[3].

Élie Chamard a écrit plusieurs récits inspirés par la guerre à laquelle il a participé :
- L'Armée Foch à la Marne. La bataille de Mondement : septembre 1914, récit détaillé de la lutte épique des deux adversaires  (préf. général Weygand), Paris, Éditions Berger-Levraut, 1939 (ASIN B0018GM3K0)[3]

- Prix Boudenoot 1940 de l'Académie française ;
- Le 77e à Zonnebeke (Octobre-Novembre 1914) : une de ses plus belles pages de gloire, Luçon, Pacteau[3] ;
- À Verdun : un régiment à la cote 304 (avril-mai 1916), Cholet, Éditions Freulon ;
- En marge du Chemin des Dames : la prise des bastions de Chevreux par le 77e (22 Mai 1917), Cholet, Éditions Freulon, 1937, 38 p.[3] ;
- La prise du bois de Sénécat par le 77e d'infanterie le 18 avril 1918, Cholet, Éditions Freulon, 1930 (ASIN B0018GKTMO)[3] ;
- Devant Compiègne : l'héroïque défense de Belloy et de la Taule et la contre attaque Mangin (9,11 Juin 1919), Luçon, Éditions Pacteau[3] ;
- Les combats de Saumur juin 1940  (préf. général Pichon), Paris, Éditions Berger-Levrault, 1948, 224 p. (ASIN B004KCKOYQ)

- Prix Montyon 1949 de l'Académie Française ;
- Élie Chamard et François-Frédéric Lemot, Frédéric Lemot : Baron de Clisson, sculpteur, selon sa correspondance inédite avec son régisseur (1805-1827), Cholet, imprimerie Farré et fils, 1957 (ASIN B0018GNZ0M) ;
- Huysmans et Dom Chamard, Cholet, imprimerie Farré et fils, 1957, 16 p. (BNF 31924891). Extrait en partie de la "Revue des deux mondes", 15 avril 1956.

## Distinctions
Élie Chamard est titulaire de :
- Médaille militaire (décret du 7 octobre 1932 publié au journal officiel du 18 octobre 1932) ;
- Croix de guerre 1914–1918 avec deux étoiles de bronze ;
- la carte du combattant (24 août 1938).

Il a droit au port de la médaille de la victoire (28 novembre 1934).

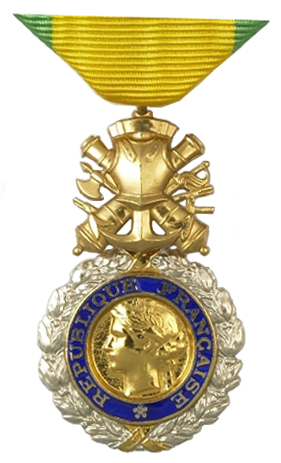
Médaille militaire.
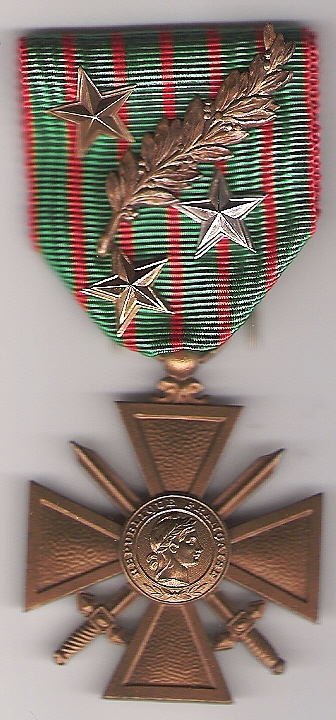
Médaille de la croix de guerre 1914-1918.
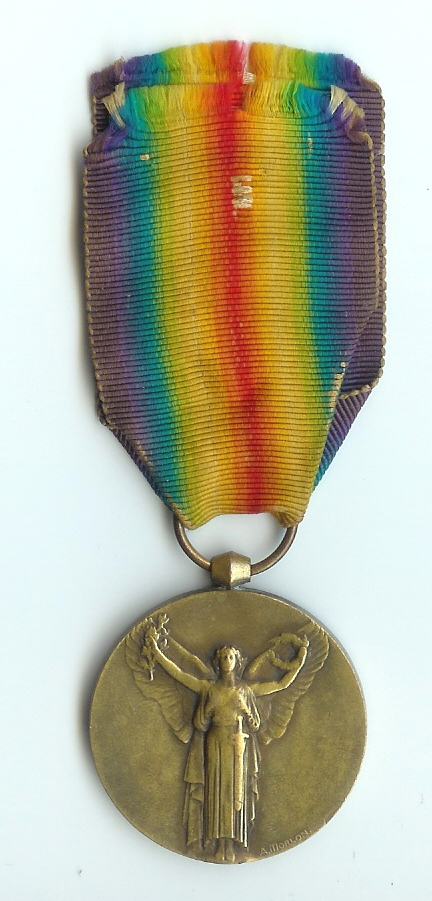
Médaille de la victoire.

## Hommages
Selon M. Pierre d'Herbécourt, archiviste en chef du Maine-et-Loire en 1965 : « la qualité apparente du travail de M. Chamard est le soin qu'a mis l'auteur à s'effacer derrière les documents qu'il a su extraire des archives publiques et privées ».
En 1976, sous l'administration du maire Maurice Ligot, son nom est donné à la bibliothèque de Cholet puis plus tard à la médiathèque de cette même ville.
En 2014 sa fille, Anne-Marie Decelle, déclare : « Mon père a rencontré le président d'une association d'anciens combattants allemands. Sur une photo on les voit tous les deux se tenir par le bras. Alors qu'ils se sont combattus pendant la Première Guerre mondiale. Ils étaient peut-être même face-à-face sur le même front.[...] Et même quand il parlait de la guerre, je n'ai jamais entendu de propos haineux contre les Allemands. Il n'a jamais utilisé de termes comme « Boches » pour les désigner. Il voulait gagner la guerre ! Ça, oui ! Il n'y a aucun doute. Mais il n'a jamais eu de haine ».